# 壬生野村
壬生野村（みぶのむら）は三重県阿山郡にあった村。現在の伊賀市の北東部、関西本線・新堂駅の南方、滝川流域にあたる。

## 地理
- 河川：柘植川、滝川

## 歴史
- 1889年（明治22年）4月1日 - 町村制の施行により、川東村・山畑村・川西村・西之沢村の区域をもって阿拝郡壬生野村が発足。大字川東に村役場を設置。
- 1896年（明治29年）4月1日 - 郡の統廃合により、所属郡が阿山郡に変更。
- 1955年（昭和30年）1月1日 - 西柘植村と合併して春日村が発足。同日壬生野村廃止。

## 交通

### 道路
- 国道25号